# زبان چکی
زبان چِک یا چِکی (به چکی: čeština، تلفظ: چِشتینا) یکی از زبان‌های اسلاوی و در کنار زبان‌های اسلوواک، لهستانی، پومرانی و سورابی از شاخهٔ باختری اسلاوی است. چکی زبان جمهوری چک و چک‌های سراسر جهان است. گویش‌وران این زبان را ۱۲ میلیون برآورد می‌کنند. این زبان به زبان اسلوواک بسیار نزدیک است و در درجه‌ای کمتر به زبان لهستانی.

## نام و تاریخچه
نام بومی این زبان «čeština» از نام چک‌ها که از تیرهٔ اسلاوی بودند گرفته شده‌است. اینان در مرکز بوهم جاگیر شدند و با دیگر گروه‌های اسلاو همسایه زیر فرمان دودمان پرژمیسلید هم‌پیمان گشتند. ریشه این نام آشکار نیست. برپایه یک اسطوره این نام از نیا چک -کسی که این قبیله را به سرزمینشان رساند- گرفته شده‌است.
زبان چکی از زبان پیشااسلاوی در نزدیک به هزاره یکم (پیش از میلاد) پرورش یافته‌است.

## زبان‌های چک و اسلواک
چک‌زبانان و اسلوواک‌زبانان به خوبی زبان یکدیگر را می‌فهمند، البته به جز کسانی که در دو دهه پیش زاده‌شده‌اند که کمی سخت‌تر زبان هم را درک‌می‌کنند. دلیل آسانی فهم این دو زبان به پیشینه کشور چکسلواکی برمی‌گردد که تا پیش از ۱۹۹۳ که دو کشور چک و اسلواکی از هم جدا شدند مردمان چک و اسلواک‌زبان با هم پیوند روزمره داشتند و تلویزیون و رادیوی ملی برای هر دو زبان برنامه‌های فهم‌پذیر داشت. هم‌اکنون هم برنامه‌های تلویزیون چک به ویژه در زمینه برنامه‌های اقتصادی برای اسلواک‌زبانان به آسانی درک‌پذیر است. زبان اسلواک نیز در نتیجه کوچ اسواک‌زبانان در جمهوری چک به گوش آشناست.

## ریخت‌شناسی
مانند بسیاری دیگر از زبان‌های اسلاوی (به جز نام‌های عادی در بلغاری و مقدونی) واژه‌ها (به ویژه نام‌واژه‌ها، کارواژه‌ها و صفت‌ها) ریخت‌های گوناگونی در زبان چکی دارند. به این دید زبان‌های اسلاوی و از آن دسته زبان چک نزدیکی بیشتری به خاستگاه هند و اروپایی خود به نسبت دیگر زبان‌های این خانواده دارند. افزون بر این دستورهای ریخت‌شناسی واژگان به شدت بی‌قاعده هستند و بسیاری از واژگان دگرش‌های رسمی، گفتگویی و نیمه‌رسمی دارند. جایگشت واژه‌ها در جمله در این زبان امری‌است شدنی.

## واج‌شناسی
زبان چکی دارای ۱۰ واکه است، پنج واکه کوتاه و پنج واکه بلند. واکه‌های کوتاه اینها هستند:
- /ɪ/ که با حرف y نمایش داده‌می‌شود.
- /u/ که با حرف u نمایش داده‌می‌شود.
- /ɛ/ که با حرف e (گاه با ě) نمایش داده‌می‌شود.
- /a/ (در عمل واکه ناپُر مرکزی باز [ä]) که با حرف a نمایش داده‌می‌شود.
- /o/ (درعمل واکه پر پشت میانی [o̞]) که با حرف o نمایش داده‌می‌شود.

واکه‌های بلند:
- /i:/ که با حرف‌های í و ý نمایش داده‌می‌شود.
- /u:/ که با حرف‌های ú و ů نمایش داده‌می‌شود.
- /ɛ:/ که با حرف é نمایش داده‌می‌شود.
- /a:/ که با حرف á نمایش داده‌می‌شود.
- /o:/ که با حرف ó نمایش داده‌می‌شود.

همچنان در چکی سه صدای ترکیبی هست:
- /aʊ̯/ که با au نمایش داده‌می‌شود. (بیشتر در وام‌واژگان دیده می‌شود)
- /eʊ̯/ که با eu نمایش داده‌می‌شود. (تنها در وام‌واژگان دیده می‌شود)
- /oʊ̯/ که با ou نمایش داده‌می‌شود.

صداشناسی زبان چکی برای گویش‌وران دیگر زبان‌ها می‌تواند بسیار دشوار باشد زیرا املای برخی واژگان در این زبان دارای حرف صداداری نیست. برای نمونه واژه‌های ztvrdl (سفت‌شده)، vlk (گُرگ)، smrt (مرگ) یا جمله Strč prst skrz krk (انگشت در گلویت بکن) که در آنها نبود حرف صدادار واگفت آنها را دشوار می‌سازد؛ ولی چون واج‌های l و r در این زبان پرطنین گفته‌می‌شوند تا اندازه‌ای نقش یک واکه را بازی می‌کنند. همچنین حرف ř که آوایی یگانه در زبان چکی است و بیان آن برای ناچکی‌زبانان بسیار دشوار است و آوایی است میان ر و ژ.

## چند جمله روزمره
- Dobrý den: سلام، صبح بخیر
- Dobrou noc: شب‌ بخیر
- Děkuji: تشکر، رحمت
- Vítejte: خوش‌آمدید
- Jak se máš: چطور استی؟ (خودمانی)
- Jak se máte: شما چطور هستید؟ (رسمی)
- Mám se dobře: خوب استم
- Na shledanou:خدا حافظ

## نگارخانه

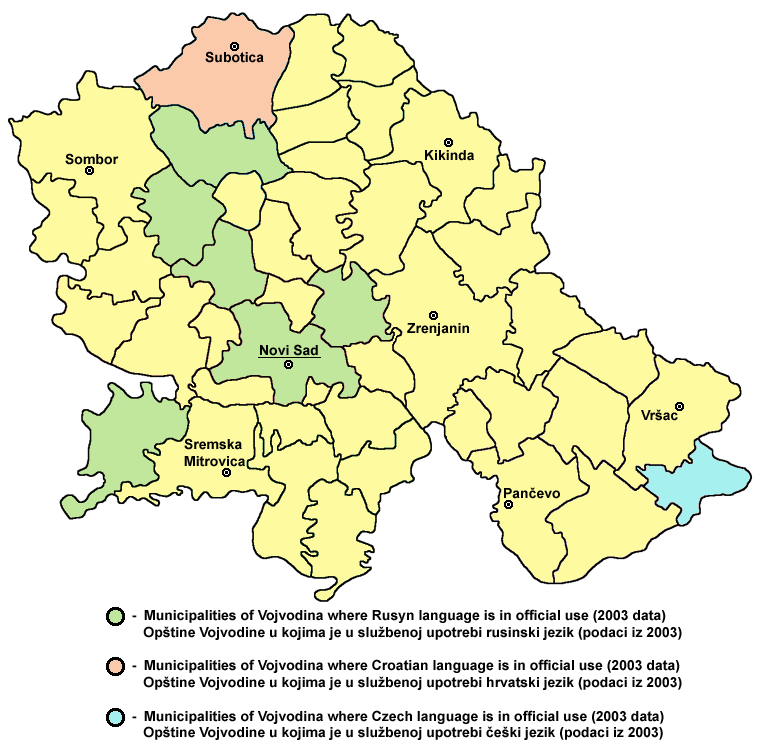
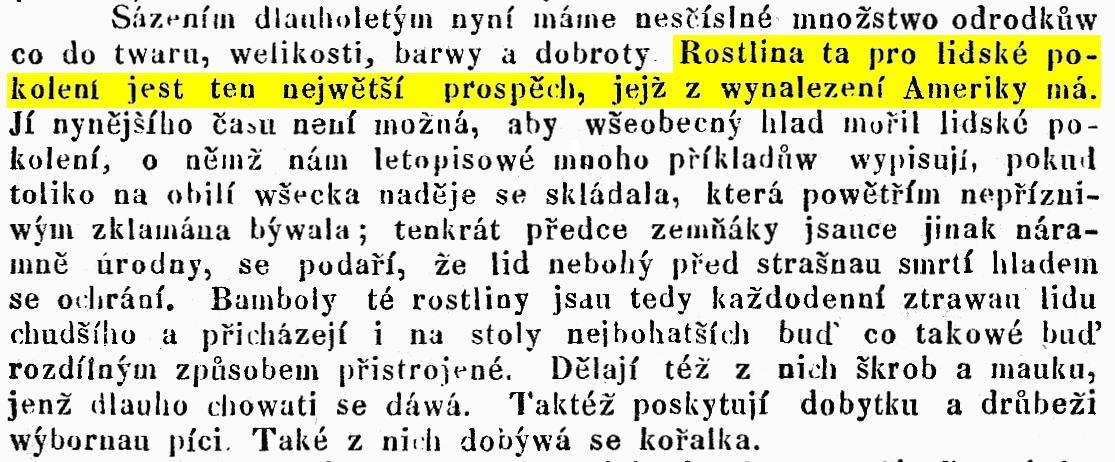